# Joe Young
Joseph Michael Young, detto Joe (Houston, 27 giugno 1992), è un cestista statunitense, di ruolo playmaker.
È figlio di Michael Young, anch'egli cestista che giocò durante la sua carriera in NBA, in Spagna, in Italia, in Francia e in Israele, oltre che cugino alla lontana dell'ex compagno di squadra (negli Indiana Pacers) Paul George.

## Carriera

### NBA (2015-2018)

#### Indiana Pacers (2015-2018)
Il 25 luglio 2015 al Draft NBA viene selezionato dagli Indiana Pacers alla 43ª scelta.
Nella sua prima stagione a Indianapolis, Joe disputa 41 partite, di cui nessuna da titolare, con una parentesi in D-League ai Fort Wayne Mad Ants con cui ha disputato tre partite nel dicembre 2015.
Giocò poco nelle stagioni successive (33 partite nella seconda e 53 nella terza stagione), non giocando mai nei playoffs 2017 e solo pochi minuti in quelli del 2018. Alla fine della terza stagione i Pacers declinarono l'opzione su di lui lasciandolo svincolato.

### Cina (2018-2021)
Il 31 luglio 2018 si è trasferito in Cina al Jiangsu Tonxi.

## Statistiche

### College
| Anno      | Squadra         | PG  | PT  | MP   | TC%  | 3P%  | TL%  | RP  | AP  | PRP | SP  | PP   |
| --------- | --------------- | --- | --- | ---- | ---- | ---- | ---- | --- | --- | --- | --- | ---- |
| 2011-2012 | Houston Cougars | 30  | 16  | 30,1 | 41,6 | 38,2 | 83,7 | 3,6 | 2,4 | 0,9 | 0,2 | 11,3 |
| 2012-2013 | Houston Cougars | 32  | 30  | 32,8 | 45,8 | 42,0 | 87,5 | 3,5 | 2,5 | 0,6 | 0,0 | 18,0 |
| 2013-2014 | Oregon Ducks    | 34  | 34  | 31,1 | 48,0 | 41,5 | 88,1 | 2,8 | 1,9 | 1,3 | 0,0 | 18,9 |
| 2014-2015 | Oregon Ducks    | 36  | 35  | 36,7 | 44,8 | 35,7 | 92,5 | 4,4 | 3,8 | 1,1 | 0,0 | 20,7 |
| Carriera  | Carriera        | 132 | 115 | 32,8 | 45,3 | 39,0 | 88,6 | 3,6 | 2,7 | 1,0 | 0,1 | 17,5 |

### NBA

#### Regular Season
| Anno      | Squadra        | PG  | PT | MP   | TC%  | 3P%  | TL%  | RP  | AP  | PRP | SP  | PP  |
| --------- | -------------- | --- | -- | ---- | ---- | ---- | ---- | --- | --- | --- | --- | --- |
| 2015-2016 | Indiana Pacers | 41  | 0  | 9,4  | 36,7 | 21,7 | 80,0 | 1,2 | 1,6 | 0,4 | 0,0 | 3,8 |
| 2016-2017 | Indiana Pacers | 33  | 0  | 4,1  | 36,1 | 21,7 | 73,3 | 0,5 | 0,5 | 0,1 | 0,0 | 2,1 |
| 2017-2018 | Indiana Pacers | 53  | 1  | 10,5 | 43,0 | 37,9 | 75,9 | 1,2 | 0,7 | 0,3 | 0,0 | 3,9 |
| Carriera  | Carriera       | 127 | 1  | 8,5  | 39,3 | 29,6 | 76,8 | 1,0 | 0,9 | 0,3 | 0,0 | 3,4 |

#### Play-off
| Anno     | Squadra        | PG | PT | MP  | TC%  | 3P%  | TL% | RP  | AP  | PRP | SP  | PP  |
| -------- | -------------- | -- | -- | --- | ---- | ---- | --- | --- | --- | --- | --- | --- |
| 2016     | Indiana Pacers | 4  | 0  | 2,5 | 37,5 | 25,0 | 100 | 0,3 | 0,3 | 0,0 | 0,0 | 2,3 |
| 2018     | Indiana Pacers | 1  | 0  | 3,0 | 0,0  | 0,0  | -   | 0,0 | 0,0 | 0,0 | 0,0 |     |
| Carriera | Carriera       | 5  | 0  | 2,6 | 37,5 | 25,0 | 100 | 0,2 | 0,2 | 0,0 | 0,0 | 1,8 |

### Eurocup
| Anno      | Squadra    | PG | PT | MP   | TC%  | 3P%  | TL%  | RP  | AP  | PRP | SP  | PP   |
| --------- | ---------- | -- | -- | ---- | ---- | ---- | ---- | --- | --- | --- | --- | ---- |
| 2022-2023 | Promitheas | 7  | 6  | 33,3 | 45,8 | 33,3 | 92,7 | 2,3 | 3,9 | 0,9 | 0,0 | 23,4 |
| Carriera  | Carriera   | 7  | 6  | 33,3 | 45,8 | 33,3 | 92,7 | 2,3 | 3,9 | 0,9 | 0,0 | 23,4 |